# Menes (somatophylax)
Menes (in greco antico: Μένης?, Ménes; ... – dopo il 331 a.C.) è stato un militare macedone antico, uno dei sette somatophylakes, le guardie del corpo di Alessandro Magno.

## Biografia
Menes, figlio di Dionisio di Pella, era uno degli ufficiali del re macedone Alessandro Magno, al seguito del re nella sua spedizione in Asia. Nel 333 a.C., dopo la promozione del somatophylax Balacro a satrapo della Cilicia, Menes fu nominato guardia del corpo del re al suo posto. I somatophylakes erano sette soldati scelti e fedelissimi, che avevano il compito di vigilare sull'incolumità del sovrano macedone, vivendo a stretto contatto con lui. Quando uno di essi decadeva dalla carica, per morte o per revoca, il re provvedeva immediatamente e personalmente alla sua sostituzione
Nel 331 a.C. Menes fu a sua volta esonerato dall'incarico di somatophylax perché nominato dal re ipparco delle province di Fenicia, Siria e Cilicia con la dotazione di 3000 talenti, parte dei quali doveva essere consegnata ad Antipatro per finanziare la guerra contro gli Spartani.
Le fonti antiche non hanno tramandato altre notizie di Menes mentre Perdicca, il futuro reggente dell'impero macedone alla morte del re, prese il suo posto come guardia del corpo di Alessandro.